# Emiane
L'emiane è un tessuto di nascita abbastanza recente, composto di fibre di lino o cotone anche in mischia.
Solitamente di colore bianco o écru è caratterizzato da una armatura a tela regolare (lo stesso numero di fili per centimetro sia in trama che in ordito) e molto rada, 10-14 fili al centimetro. 
L'emiane viene usato, per la regolarità della sua trama, soprattutto nel ricamo a mano a fili contati come l'Hardanger.
Questa stoffa, di consistenza piuttosto grossolana, viene impiegata spesso in biancheria da cucina, tovaglie e strofinacci.